# Timonius pseudocapitatus
Timonius pseudocapitatus là một loài thực vật có hoa trong họ Thiến thảo. Loài này được (Scheff.) F.Muell. miêu tả khoa học đầu tiên năm 1876.